# كلوستريديوم هيرانوي
كلوستريديوم هيرانونس أو كلوستريديوم هيرانوي (نسبة إلى عالم الأحياء الدقيقة الياباني سيجو هيرانو) هو نوع من البكتيريا من فصيلة كلوستريدياسيا.